# Noah Sebastian
Noah Sebastian (nacido el 31 de octubre de 1995) es un vocalista, músico y compositor estadounidense conocido por ser el vocalista principal de la banda de metalcore estadounidense Bad Omens. También es el principal compositor y productor del grupo junto al guitarrista Joakim Karlsson.

## Biografía
A los 12 años, Noah Sebastian se unió a una banda de covers de Enter Shikari. Inspirado por las bandas The Plot in You y Beartooth, a la edad de 16 años comenzó a aprender a producir y componer música. En 2013, dejó la banda que tocaba como guitarrista en Washington D. C. y formó Man Vs. Self, más tarde rebautizado como Bad Omens. Después de escuchar una cinta de demostración, Sumerian Records le ofreció un contrato al grupo y Sebastian reclutó una formación completa para la banda. Después del lanzamiento de los sencillos "Glass Houses" y "Exit Wounds", el grupo realizó su primera gira en 2016. Su siguiente sencillo, "The Worst in Me", alcanzó un millón de reproducciones poco después de su lanzamiento.
En junio de 2023, el cantante participó en el podcast Artist Friendly junto a Joel Madden. En octubre, Bad Omens tuvo que cancelar presentaciones en vivo debido a los problemas de salud de Sebastian. En la gira conjunta de Bad Omens con Bring Me the Horizon en 2024, se subió al escenario durante su espectáculo para cantar "Antivist" con Oliver Sykes. En enero de 2024, Bad Omens lanzó el sencillo "V.A.N" en colaboración con la cantante Poppy, la voz fue interpretada únicamente por ella.

## Estilo musical y composición
Sebastian escribió el mayor éxito de Bad Omens, "Just Pretend", que se volvió viral y obtuvo la certificación de oro de la RIAA, y también dirigió su vídeo musical. Dijo que la canción fue escrita originalmente de manera satírica para encajar en la fórmula de una canción que fuera exitosa, que es lo que sucedió. Sin embargo, la voz le agradó y Bad Omens modificó la canción para adaptarla a la banda.
En una entrevista con la revista Kerrang!, afirmó que produce música basándose en lo que le gusta, no a lo que tiene éxito y que busca crear música diferente a otras bandas. Para NME, el cantante autodidacta dijo que se esforzó por mejorar sus habilidades vocales durante la pandemia de COVID-19 y, debido a esto, The Death of Peace of Mind se produjo en torno a la voz.
El álbum homónimo de Bad Omens fue ampliamente comparado con Sempiternal de Bring Me the Horizon, y Sebastian dijo que, de hecho, la banda fue una de sus mayores inspiraciones.

## Vida personal
Sebastián creció en Richmond, Virginia, Estados Unidos con su familia compuesta por su madre y sus abuelos. A los 15 años, dejó de asistir a la escuela y se fue de casa y se mudó con amigos.
Le dijo a Crunchyroll que suele ver anime; Cuando era niño, veía Naruto y se hizo fanático de la serie. También mencionó a Elfen Lied como uno de sus favoritos. Cuando se le preguntó cómo esto influyó en su música, dijo que en una colaboración con el artista de EDM Kayzo utilizó una cita de Naruto.

## Discografía

### Con Bad Omens
- 2016: Bad Omens
- 2019: Finding God Before God Finds Me
- 2022: The Death of Peace of Mind
- 2024: Concrete Jungle (The OST) (álbum recopilatorio)